# 奧格萊茲鎮區 (密蘇里州康登縣)
奧格萊茲鎮區（英語：Auglaize Township）是位於美國密蘇里州康登縣的一個行政鎮區。

## 地方資料
奧格萊茲鎮區的面積為317.76平方千米，當中陸地面積為317.47平方千米，而水域面積為0.29平方千米。根據2020年美國人口普查的數據，當地共有人口2940人，而人口密度為每平方千米9.25人。